# Protandrena persimilis
Protandrena persimilis är en biart som beskrevs av Timberlake 1976. Protandrena persimilis ingår i släktet Protandrena och familjen grävbin. Inga underarter finns listade i Catalogue of Life.